# Premier Padel 2024
Navigation
Premier Padel 2023 Premier Padel 2025
Premier Padel 2024, officiellement 2024 Qatar Airways Premier Padel Tour, est la troisième édition du circuit professionnel de padel Premier Padel. Cette édition se déroule tout au long de l'année 2024, regroupant 24 tournois de catégories masculines et féminines, dans 16 pays différents.

C'est la première édition de Premier Padel en tant que principal circuit de padel mondial, après que Qatar Sports Investments 
(QSI), le groupe qui finance Premier Padel, a racheté le World Padel Tour, entraînant la disparition de celui-ci après onze éditions.

## Calendrier
Les tournois se partagent en trois catégories, répartissant de manière différente les points aux paires gagnantes:

La catégorie P2 est nouvelle pour cette édition 2024.
- Major (2 000 points pour le classement FIP)

- P1 (1 000 points pour le classement FIP)

- P2 (500 points pour le classement FIP)
Cette édition 2024 marque également l'apparition en fin d'année du Tour Finals (1 500 points pour le classement FIP) au Palau Sant Jordi de Barcelone, réunissant les 16 meilleurs joueurs et joueuses de l’année au classement FIP, sur le modèle de l'ancien Master Finals du circuit World Padel Tour.
L'organisation dévoile le 19 décembre 2023 le calendrier pour cette nouvelle saison.

La France aura un second tournoi, en plus du désormais habituel Major de Roland-Garros, comme lors des deux années précédentes : le P2 de Bordeaux. L’Hexagone fait partie des quatre seuls pays à accueillir plus d’un tournoi cette saison.
Le tournoi de Gizeh, au pied des pyramides, est rétrogadé de P1 à P2.
Le calendrier de l'année 2024 est le suivant :
| Tournoi               | Ville          | Pays                | Dates                       | Ref    |
| --------------------- | -------------- | ------------------- | --------------------------- | ------ |
| Riyadh Season P1      | Riyad          | Arabie Saoudite     | 24 février - 2 mars         | [ 6 ]  |
| Qatar Major           | Doha           | Qatar               | 1 mars - 8 mars             | [ 7 ]  |
| Acapulco P1           | Acapulco       | Mexique             | 17 mars - 24 mars           | [ 8 ]  |
| Puerto Cabello P2     | Puerto Cabello | Venezuela           | 23 mars - 31 mars           | [ 9 ]  |
| Brussels P2           | Bruxelles      | Belgique            | 20 avril - 28 avril         | [ 10 ] |
| Sevilla P2            | Séville        | Espagne             | 28 avril - 5 mai            | [ 11 ] |
| Asunción P2           | Asuncion       | Paraguay            | 11 mai - 19 mai             | [ 12 ] |
| Mar del Plata P1      | Mar del Plata  | Argentine           | 18 mai - 26 mai             | [ 13 ] |
| Santiago P1           | Santiago       | Chili               | 26 mai - 3 juin             | [ 14 ] |
| Bordeaux P2           | Bordeaux       | France              | 9 juin - 16 juin            | [ 15 ] |
| Italy Major           | Rome           | Italie              | 15 juin - 23 juin           | [ 16 ] |
| Genova P2             | Gênes          | Italie              | 30 juin - 7 juillet         | [ 17 ] |
| Málaga P1             | Malaga         | Espagne             | 6 juillet - 14 juillet      | [ 18 ] |
| Finland P2            | Nokia          | Finlande            | 28 juillet - 4 août         | [ 19 ] |
| Madrid P1             | Madrid         | Espagne             | 31 août - 8 septembre       | [ 20 ] |
| Rotterdam P1          | Rotterdam      | Pays-Bas            | 8 septembre - 15 septembre  | [ 21 ] |
| Valladolid P2         | Valladolid     | Espagne             | 14 septembre - 22 septembre | [ 22 ] |
| Paris Major           | Paris          | France              | 28 septembre - 6 octobre    | [ 23 ] |
| NewGiza P2            | Gizeh          | Égypte              | 19 octobre - 26 octobre     | [ 24 ] |
| Dubaï P1              | Dubaï          | Émirats arabes unis | 3 novembre - 10 novembre    | [ 25 ] |
| Kuwait City P1        | Koweït         | Koweït              | 9 novembre - 17 novembre    | [ 26 ] |
| Mexico Major          | Acapulco       | Mexique             | 23 novembre - 1er décembre  | [ 27 ] |
| Milano P1             | Milan          | Italie              | 30 novembre - 8 décembre    | [ 28 ] |
| Barcelona Tour Finals | Barcelone      | Espagne             | 19 décembre - 22 décembre   | [ 29 ] |

## Résultats

### Compétition masculine

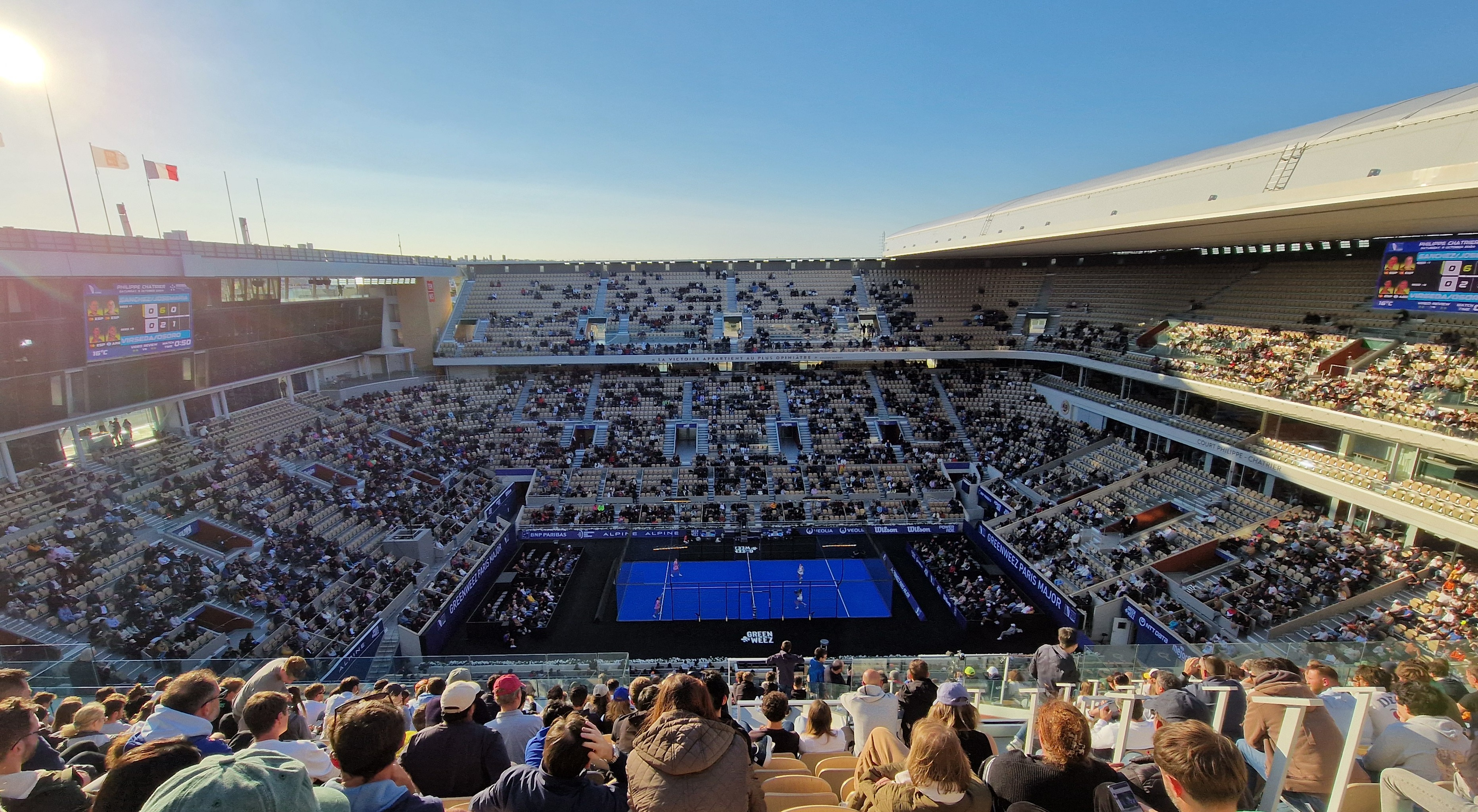
Le Major Paris 2024, à Roland-Garros

| Major       |
| P1          |
| P2          |
| Tour Finals |

| Tournoi        | Vainqueurs                         | Finalistes                         | Résultat           |
| -------------- | ---------------------------------- | ---------------------------------- | ------------------ |
| Riyad          | Alejandro Galán Juan Lebrón        | Arturo Coello Agustín Tapia        | 6-7 / 6-4 / 6-4    |
| Doha           | Arturo Coello Agustín Tapia        | Javier Garrido Miguel Yanguas      | 6-0 / 6-2          |
| Acapulco       | Arturo Coello Agustín Tapia        | Alejandro Galán Juan Lebrón        | 6-0 / 6-4          |
| Puerto Cabello | Arturo Coello Agustín Tapia        | Alejandro Galán Federico Chingotto | 2-6 / 6-3 / 6-3    |
| Bruxelles      | Alejandro Galán Federico Chingotto | Arturo Coello Agustín Tapia        | 6-4 / 6-7(4) / 6-2 |
| Séville        | Alejandro Galán Federico Chingotto | Martín Di Nenno Franco Stupaczuk   | 7-6(6) / 6-4       |
| Asuncion       | Arturo Coello Agustín Tapia        | Alejandro Galán Federico Chingotto | 6-1 / 3-6 / 7-6(1) |
| Mar del Plata  | Alejandro Galán Federico Chingotto | Arturo Coello Agustín Tapia        | 2-6 / 6-2 / 6-2    |
| Santiago       | Arturo Coello Agustín Tapia        | Alejandro Galán Federico Chingotto | 6-0 / 4-6 / 6-4    |
| Bordeaux       | Coki Nieto Jon Sanz                | Alex Ruiz Momo González            | 6-1 / 6-4          |
| Rome           | Alejandro Galán Federico Chingotto | Arturo Coello Agustín Tapia        | 6-4 / 1-6 / 6-1    |
| Gênes          | Alejandro Galán Federico Chingotto | Arturo Coello Agustín Tapia        | 6-1 / 6-1          |
| Malaga         | Arturo Coello Agustín Tapia        | Alejandro Galán Federico Chingotto | 6-2 / 6-3          |
| Nokia          | Martín Di Nenno Juan Lebrón        | Coki Nieto Jon Sanz                | 7-5 / 6-3          |
| Madrid         | Arturo Coello Agustín Tapia        | Alejandro Galán Federico Chingotto | 6-3 / 7-6(3)       |
| Rotterdam      | Arturo Coello Agustín Tapia        | Alejandro Galán Federico Chingotto | 6-2 / 6-2          |
| Valladolid     | Arturo Coello Agustín Tapia        | Alejandro Galán Federico Chingotto | 6-4 / 4-6 / 6-3    |
| Paris          | Arturo Coello Agustín Tapia        | Alejandro Galán Federico Chingotto | 6-2 / 6-1          |
| Gizeh          | Miguel Yanguas Franco Stupaczuk    | Lucas Bergamini Javier Garrido     | 6-3 / 7-6(2)       |
| Dubaï          | Arturo Coello Agustín Tapia        | Alejandro Galán Federico Chingotto | 6-4 / 6-3          |
| Koweït         | Arturo Coello Agustín Tapia        | Miguel Yanguas Franco Stupaczuk    | 6-4 / 6-2          |
| Acapulco       | Arturo Coello Agustín Tapia        | Miguel Yanguas Franco Stupaczuk    | 4-6 / 6-1 / 6-2    |
| Milan          | Arturo Coello Agustín Tapia        | Alejandro Galán Federico Chingotto | 6-4 / 7-5          |
| Barcelone      | Coki Nieto Jon Sanz                | Arturo Coello Agustín Tapia        | 3-6 / 7-5 / 6-3    |

### Compétition féminine
| Major       |
| P1          |
| P2          |
| Tour Finals |

| Tournoi        | Vainqueurs                      | Finalistes                         | Résultats                |
| -------------- | ------------------------------- | ---------------------------------- | ------------------------ |
| Riyad          | Ariana Sánchez Paula Josemaría  | Delfina Brea Beatriz González      | 6-3 / 6-2                |
| Doha           | Ariana Sánchez Paula Josemaría  | Gemma Triay Claudia Fernández      | 6-3 / 6-1                |
| Acapulco       | Claudia Jensen Jessica Castelló | Virgínia Riera Sofía Araujo        | 6-3 / 6-3                |
| Puerto Cabello | Beatriz González Delfina Brea   | Alejandra Salazar Tamara Icardo    | 6-4 / 6-3                |
| Bruxelles      | Beatriz González Delfina Brea   | Gemma Triay Claudia Fernández      | 6-4 / 6-4                |
| Séville        | Beatriz González Delfina Brea   | Ariana Sánchez Paula Josemaría     | 6-1 / 6-1                |
| Asuncion       | Beatriz González Delfina Brea   | Gemma Triay Claudia Fernández      | 6-3 / 7-5                |
| Mar del Plata  | Ariana Sánchez Paula Josemaría  | Delfina Brea Beatriz González      | 6-1 / 5-7 / 6-4          |
| Chili Santiago | Gemma Triay Claudia Fernández   | Lucía Sainz Patricia Llaguno       | 6-1 / 6-4                |
| Bordeaux       | Gemma Triay Claudia Fernández   | Marta Ortega Verónica Virseda      | 7-5 / 7-5                |
| Rome           | Ariana Sánchez Paula Josemaría  | Lucía Sainz Patricia Llaguno       | 6-1 / 6-0                |
| Gênes          | Sofia Araujo Marta Ortega       | Ariana Sánchez Paula Josemaría     | 6-3 / 7-6                |
| Malaga         | Ariana Sánchez Paula Josemaría  | Gemma Triay Claudia Fernández      | 1-6 / 6-4 / 6-2          |
| Nokia          | Ariana Sánchez Paula Josemaría  | Sofia Araujo Marta Ortega          | 6-3 / 6-1                |
| Madrid         | Gemma Triay Claudia Fernández   | Delfina Brea Beatriz González *    | 6-2 / 2-1 (*blessure)    |
| Rotterdam      | Ariana Sánchez Paula Josemaría  | Gemma Triay Claudia Fernández      | 6-4 / 6-4                |
| Valladolid     | Gemma Triay Claudia Fernández   | Ariana Sánchez Paula Josemaría     | 6-3 / 6-2                |
| Paris          | Ariana Sánchez Paula Josemaría  | Andrea Ustero Delfina Brea         | 6-4 / 6-0                |
| Gizeh          | Sofia Araujo Marta Ortega       | Alejandra Salazar Jessica Castelló | 6-4 / 6-2                |
| Dubaï          | Beatriz González Delfina Brea   | Andrea Ustero Alejandra Alonso     | 6-2 / 6-3                |
| Koweït         | Ariana Sánchez Paula Josemaría  | Gemma Triay Claudia Fernández      | 7-5 / 7-6(1)             |
| Acapulco       | Gemma Triay Claudia Fernández   | Sofia Araujo Marta Ortega          | 6-7(5) / 6-1 / 6-4       |
| Milan          | Gemma Triay Claudia Fernández   | Delfina Brea Beatriz González *    | 6-7(5) / 5-2 (*blessure) |
| Barcelone      | Ariana Sánchez Paula Josemaría  | Gemma Triay Claudia Fernández      | 6-3 / 6-3                |

## Classement initial
Ci-dessous les classements FIP au début de la saison 2024, au 23 février, avant le premier tournoi.

### Classement individuel masculin
| N.º | Nom                     | Points |
| --- | ----------------------- | ------ |
| 1   | Arturo Coello           | 11 172 |
| 2   | Alejandro Galán         | 10 767 |
| 2   | Juan Lebrón             | 10 767 |
| 4   | Martín Di Nenno         | 9 522  |
| 5   | Franco Stupaczuk        | 8 452  |
| 6   | Agustín Tapia           | 8 382  |
| 7   | Paquito Navarro         | 8 334  |
| 8   | Federico Chingotto      | 7 528  |
| 9   | Fernando Belasteguín    | 6 701  |
| 10  | Juan Tello              | 4 330  |
| 11  | Pablo Lima              | 3 927  |
| 12  | Alejandro Ruiz          | 3 868  |
| 13  | Jerónimo González       | 3 525  |
| 14  | Carlos Daniel Gutierrez | 3 524  |
| 15  | Jorge Nieto             | 2 926  |
| 16  | Victor Ruiz             | 2 829  |
| 17  | Luciano Capra           | 2 754  |
| 18  | Lucas Bergamini         | 2 750  |
| 19  | Maxi Sánchez            | 2 688  |
| 20  | Miguel Yanguas          | 2 530  |
| 21  | Javier Garrido          | 2 522  |
| 22  | Jon Sanz                | 2 411  |
| 23  | Francisco Manuel Gil    | 1 912  |
| 24  | Ramiro Moyano           | 1 811  |
| 25  | Alejandro Arroyo        | 1 732  |
| 26  | Lucas Campagnolo        | 1 616  |
| 27  | Agustin Gomez Silingo   | 1 582  |
| 28  | Javier Rico             | 1 507  |
| 29  | Agustin Gutierrez       | 1 474  |
| 30  | Gonzalo Rubio           | 1 462  |

### Classement individuel féminin
| N.º | Nom                   | Points |
| --- | --------------------- | ------ |
| 1   | Ariana Sánchez        | 11 669 |
| 1   | Paula Josemaría       | 11 669 |
| 3   | Gemma Triay           | 9 002  |
| 4   | Beatriz González      | 8 518  |
| 5   | Delfina Brea          | 8 413  |
| 6   | Marta Ortega          | 7 691  |
| 7   | Alejandra Salazar     | 5 584  |
| 8   | Sofía Araújo          | 4 431  |
| 9   | Jessica Castelló      | 3 881  |
| 10  | Virginia Riera        | 3 736  |
| 10  | Tamara Icardo         | 3 736  |
| 12  | Aranzazu Osoro        | 3 617  |
| 13  | Claudia Jensen        | 3 155  |
| 14  | Lucía Sainz           | 2 948  |
| 15  | Majo Sánchez Alayeto  | 2 706  |
| 16  | Mapi Sánchez Alayeto  | 2 603  |
| 17  | Verónica Virseda      | 2 534  |
| 18  | Patricia Llaguno      | 2 225  |
| 19  | Victoria Iglesias     | 1 679  |
| 20  | Carmen Goenaga        | 1 492  |
| 21  | Lucía Martínez        | 1 419  |
| 22  | Alix Collombon        | 1 418  |
| 23  | Nuria Rodríguez       | 1 406  |
| 24  | Claudia Fernández     | 1 355  |
| 25  | Lorena Rufo           | 1 309  |
| 26  | Marta Talavan         | 1 296  |
| 27  | Carolina Orsi         | 1 292  |
| 28  | Marina Guinart        | 1 205  |
| 29  | Ana Catarina Nogueira | 1 182  |
| 30  | Carolina Navarro      | 1 170  |

## Classement final
Ci-dessous les classements FIP à la fin de la saison 2024, après le dernier tournoi,.

Le classement FIP prend en compte les 22 meilleurs résultats obtenus par les joueurs dans les tournois Premier Padel et FIP Tour, ainsi que les résultats au Championnat du monde de padel.

### Classement individuel masculin
| N.º | Nom                     | Points |
| --- | ----------------------- | ------ |
| 1   | Agustín Tapia           | 19 580 |
| 1   | Arturo Coello           | 19 580 |
| 3   | Alejandro Galán         | 13 330 |
| 4   | Federico Chingotto      | 12 180 |
| 5   | Franco Stupaczuk        | 8 630  |
| 6   | Martín Di Nenno         | 8 150  |
| 7   | Juan Lebrón             | 7 965  |
| 8   | Miguel Yanguas          | 7 505  |
| 9   | Jon Sanz                | 5 765  |
| 9   | Jorge Nieto             | 5 765  |
| 11  | Paquito Navarro         | 5 310  |
| 12  | Javier Garrido          | 4 935  |
| 13  | Jerónimo González       | 4 700  |
| 14  | Eduardo Alonso          | 4 327  |
| 15  | Pablo Cardona           | 3 315  |
| 16  | Lucas Bergamini         | 3 255  |
| 17  | Alejandro Ruiz          | 2 930  |
| 18  | Alejandro Arroyo        | 2 855  |
| 19  | Carlos Daniel Gutierrez | 2 785  |
| 20  | Juan Tello              | 2 220  |
| 21  | Francisco Guerrero      | 2 127  |
| 22  | Jairo Bautista          | 2 120  |
| 23  | Maxi Sánchez            | 2 115  |
| 24  | Fernando Belasteguín    | 2 045  |
| 25  | Juanlu Esbri            | 2 033  |
| 26  | Lucas Campagnolo        | 1 910  |
| 27  | Luciano Capra           | 1 878  |
| 28  | Alex Chozas             | 1 817  |
| 29  | Javier Barahona         | 1 770  |
| 30  | Leo Augsburger          | 1 707  |

### Classement individuel féminin
| N.º | Nom                       | Points |
| --- | ------------------------- | ------ |
| 1   | Ariana Sánchez            | 16 150 |
| 1   | Paula Josemaría           | 16 150 |
| 3   | Claudia Fernández         | 13 200 |
| 3   | Gemma Triay               | 13 200 |
| 5   | Delfina Brea              | 10 100 |
| 6   | Beatriz González          | 7 670  |
| 7   | Marta Ortega              | 7 030  |
| 8   | Sofía Araújo              | 6 700  |
| 9   | Jessica Castelló          | 6 080  |
| 10  | Claudia Jensen            | 5 570  |
| 11  | Lucía Sainz               | 5 470  |
| 12  | Patricia Llaguno          | 5 310  |
| 12  | Verónica Virseda          | 5 310  |
| 14  | Andrea Ustero             | 5 225  |
| 15  | Alejandra Salazar         | 5 220  |
| 16  | Alejandra Alonso de Villa | 4 185  |
| 17  | Tamara Icardo             | 4 080  |
| 18  | Aranzazu Osoro            | 3 735  |
| 19  | Virginia Riera            | 3 335  |
| 20  | Lorena Rufo               | 2 240  |
| 21  | Beatriz Caldera           | 2 230  |
| 22  | Marina Guinart            | 2 154  |
| 23  | Ksenia Sharifova          | 2 120  |
| 24  | Carmen Goenaga            | 1 990  |
| 25  | Nuria Rodríguez           | 1 893  |
| 26  | Lucía Martínez            | 1 872  |
| 27  | Araceli Martinez          | 1 822  |
| 28  | Carolina Orsi             | 1 728  |
| 29  | Victoria Iglesias         | 1 674  |
| 30  | Alix Collombon            | 1 664  |